# فرانك شفاب
فرانك شفاب (بالإنجليزية: Frank Schwab)‏ هو لاعب كرة قدم أمريكية أمريكي، ولد في 1898 في Madera, Pennsylvania ‏ في الولايات المتحدة، وتوفي في 12 ديسمبر 1965 في Spangler, Pennsylvania ‏ في الولايات المتحدة.